# Sigfrido Martín Plessl
Sigfrido Martín Plessl (n. 10 de noviembre de 1929- f. Córdoba, 10 de octubre de 1983)
 fue un aviador militar argentino perteneciente a la Fuerza Aérea Argentina que alcanzó el grado de brigadier mayor.

## Carrera
Finalizados sus estudios de educación secundaria, el biografiado ingresó como cadete de la Escuela de Aviación Militar el 26 de febrero de 1948. El 10 de diciembre de 1951 egresó como alférez del escalafón aire, con orden de mérito 1 sobre un total de 99 cadetes egresados de la promoción 17° de la mencionada institución aeronáutica militar. Entre sus compañeros de promoción se destacan los alféreces Augusto Jorge Hughes y Teodoro Guillermo Waldner quienes se desempeñaron como Titulares de la Fuerza Aérea Argentina. Waldner también sirvió como Jefe del Estado Mayor Conjunto de las Fuerzas Armadas.

#### Grupo de Tareas Canberra
Entre sus destinos de mayor trascendencia se destaca haber integrado el recientemente creado Grupo de Tareas Canberra en septiembre de 1969. Esta nueva unidad sería la encargada de diez aviones bombarderos Canberra MK-2 y dos Canberra TMK-4 para adiestramiento.
El Grupo de Tareas Canberra tuvo a como primeros miembros a:
- Jefe del Grupo de Tareas Canberra: Vicecomodoro Otto Schaub
- Jefe de Núcleo Operativo: Vicecomodoro Sigfrido Martín Plessl
- Jefe del Grupo Recepción de aviones: Vicecomodoro Teodoro Guillermo Waldner
- Jefe del Núcleo Técnico: Vicecomodoro Héctor R. A. Simonetti
- Jefe Escalón Perú: Mayor Marcelo Bonino
- Jefe de Sección Central: Capitán Ramón Campos

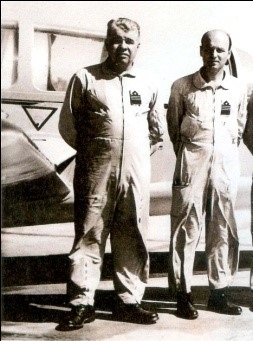
Vicecomodoros Teodoro Waldner y Sigfrido Plessl junto a un Canberra MK-2.

#### Destinos como oficial superior
En los años 1976 y 1977 el entonces comodoro Plessl se desempeñó como agregado aeronáutico de la Embajada de Argentina en Francia.
Continuó ejerciendo funciones como agregado aeronáutico de Argentina ante las embajadas en Países Bajos y Bélgica. El 31 de diciembre de 1978, Sigfrido Plessl fue promovido a la jerarquía de brigadier.
El 20 de enero de 1979 el flamante brigadier Sigfrido Martín Plessl fue designado al frente de la I Brigada Aérea de la Fuerza Aérea Argentina.
Desde el 20 de diciembre de 1980 al 15 de diciembre de 1981, el brigadier Sigfrido Plessl sirvió como director de la Escuela de Aviación Militar.
Sigfrido M. Plessl fue promovido a brigadier mayor el 31 de diciembre de 1981 y designado titular de la Jefatura de Personal de la Fuerza Aérea Argentina, cargo que ejerció hasta su retiro el 25 de agosto de 1982.

### Guerra de las Malvinas
El brigadier mayor Plessl fue designado por Basilio Lami Dozo —comandante en jefe de la Fuerza Aérea— como integrante de la aeronáutica para la elaboración de la Operación Rosario, que consistía en desembarcar y establecer la soberanía argentina sobre islas Malvinas y archipiélagos adyacentes. Dicha operación fue ordenada por la Junta Militar de Gobierno.
El brigadier mayor Plessl solicitó que se realice otra reunión de trabajo en el edificio Cóndor. En ella participó el vicecomodoro Héctor Gilobert, quien tras residir en el archipiélago por dos años se encontraba de regreso tras ser representante de la comisión consultiva especial. Solicitaban que proveyera toda información de la cual disponía -considerada de primera mano- sobre las condiciones actuales en las Malvinas.
Plessl propuso enviar a Gilobert el día anterior al desembarco (D-1) al mando de una aeronave de LADE y que simulase un desperfecto técnico del avión y en esa misma noche, con su tripulación y el personal en Malvinas tomen el control del aeropuerto. Juan José Lombardo y Osvaldo Jorge García, los representantes de la Armada y Ejército respectivamente, coincidieron en apoyar la idea siempre y cuando no se produjesen bajas en las filas del enemigo.
Una vez listo el "plan esquemático" hacia fines de febrero de 1982 cada miembro de la comisión de trabajo entregó una copia a su respectivo comandante en jefe. El plan contemplaba un preaviso no inferior a dos semanas, fijándose como fecha más temprana de ejecución el 15 de mayo.
Sin embargo, en el seno de la Junta Militar -particularmente entre Jorge Anaya y Leopoldo Galtieri- se manejaba desde antes de diciembre de 1981 el plan de que, para llegar a negociaciones exitosas con el Reino Unido, iba a ser necesario hacer uso del poder militar. El desembarco en las Islas Georgias del Sur el 19 de marzo de 1982 de unos chatarreros contratados por Constantino Davidoff para desmantelar tres factorías balleneras abandonadas, propiedad de la firma Salvensen, originó la crisis que aceleró el desembarco de las fuerzas argentinas en las islas Malvinas y el posterior conflicto bélico con el Reino Unido entre el 2 de abril y el 14 de junio de 1982.

## Accidente aéreo
A las 14 horas del día lunes 10 de octubre de 1983, tras despegar de la pista 34 de la Fábrica Militar de Aviones, el transporte FMA IA-50 Guaraní II -matrícula T-125- se precipitó luego de detenerse el motor izquierdo e iniciar un viraje para intentar un aterrizaje de emergencia. La aeronave se estrelló en un predio del Ejército Argentino sito a cuatro kilómetros de la Escuela de Aviación Militar. Fallecieron todas las personas a bordo.
Pasajeros:
- Brigadier mayor (R) Sigfrido Martín Plessl
- Brigadier (R) Rodolfo F. Ahrens
- Brigadier (R) Jorge Aníbal Martínez Castro
- Brigadier (R) César Francisco Ferrante
- Brigadier (R) Andrés Francisco Alvarisqueta
- Comodoro (R) Luis Nelio González
- Comodoro (R) Ángel Máspero

Personal del avión:
- Comandante de aeronave: Primer teniente Gustavo Adolfo Salas Martínez
- Segundo piloto: Alférez Eduardo Aníbal Cantero
- Mecánico: Cabo principal Rafael González
- Auxiliar de Carga y Despacho: Cabo primero Héctor Nolli